# Stadio Monumental José Fierro
Lo stadio Monumental José Fierro (in spagnolo: Estadio Monumental José Fierro) è un impianto sportivo di San Miguel de Tucumán, in Argentina. Ha una capienza di 35 200 spettatori ed ospita le partite interne dell'Atlético Tucumán e, occasionalmente, della Nazionale di rugby a 15 dell'Argentina.

## Storia e descrizione
Fu inaugurato il 21 maggio 1922 con un'amichevole tra la squadra di casa e il Racing Club de Avellaneda. Nel gennaio 2018 sono stati annunciati dal club una serie di lavori, come l'apertura di due nuovi ingressi, la realizzazione di quattro nuovi bagni, di nuovi spogliatoi e della nuova sala stampa, all'interno della tribuna su calle Laprida e sulla facciata.